# Петрушкино (Тверская область)
Петрушкино — деревня в Лихославльском районе Тверской области.

## География
Находится в центральной части Тверской области на расстоянии приблизительно 7 км на юг по прямой от районного центра города Лихославль.

## История
Деревня была отмечена ещё на карте Менде, состояние местности на которой соответствует 1848 году. В 1859 году здесь было учтено 10 дворов. До 2021 деревня входила в Вёскинское сельское поселение Лихославльского района до его упразднения.

## Население
Численность населения: 66 человек (1859 год), 2 (русские 100 %) в 2002 году, 1 в 2010.